# Ossip Zadkine
Ossip Zadkine, né sous le nom de Yossel Aronovitch Tsadkine (en russe : Иосель Аронович Цадкин) le 28 janvier 1888 (9 février 1888 dans le calendrier grégorien) à Vitebsk (dans l'Empire russe, aujourd'hui en Biélorussie) et mort le 25 novembre 1967 à Neuilly-sur-Seine, est un peintre et sculpteur français d'origine russe, établi en France en 1910.
Il est considéré comme l'un des plus grands maîtres de la sculpture cubiste. La production artistique de Zadkine s'échelonne sur un demi-siècle et comprend plus de quatre cents sculptures, des milliers de dessins, aquarelles et gouaches, des gravures, des illustrations de livres et des cartons de tapisserie,.

## Biographie
En 1907, son père l'envoie étudier l'anglais à Sunderland, dans le nord de l'Angleterre où il est hébergé chez son oncle. Il prend des cours de sculpture sur bois dans l'école d'art locale. De 1907 à 1909, il s'installe à Londres, et visite le British Museum où il étudie la sculpture classique. Il étudie au Regent Street Polytechnicum. Il retourne à Smolensk, où il réalise sa première sculpture.
Il étudie aux Beaux-Arts de Paris en 1909 et 1910. Il travaille à la cité d'artistes La Ruche, dans le 15e arrondissement. En 1911, il expose ses statues et dessins au Salon d'automne et au Salon des indépendants. En 1912, il expose au Salon de la Société nationale des Beaux Arts.
En 1912 et 1913, il étudie la sculpture romane. Il rencontre Brancusi, Apollinaire, Lipchitz, Picasso, Artemoff, Bourdelle, Survage et Sonia Delaunay. Matisse visite également son atelier.
Il expose à la Freie Sezession à Berlin, à la De Onafhankelijken d'Amsterdam, à l'Allied Artists Association à Londres en 1914 et 1915. Le collectionneur Paul Rodocanachi lui permet d'avoir un atelier rue Rousselet à Paris. Il se lie d'amitié avec Modigliani.
Il participe au sein de la Légion étrangère à la Première Guerre mondiale en 1916 et 1917, affecté à une ambulance russe, ce qui lui inspire de nombreuses aquarelles sur la guerre. Démobilisé en 1917, il se déclare détruit physiquement et moralement par la guerre. Son dossier militaire indique que le 31 octobre 1916, il reçoit quatre jours de consigne pour avoir « gaspillé en s'en servant comme projectiles les pommes de terre destinées à être épluchées ». Après un séjour à l'hôpital d'Épernay, il part à Bruniquel. Le 13 juin 1917, il est présent au vernissage d'une exposition collective de peintres à la salle Huyghens dans laquelle il expose. Entre 1918 et 1919, il produit vingt eaux-fortes.
En 1920, il épouse Valentine Prax (1897-1981),.
Maurice Raynal écrit la première monographie de l'œuvre de Zadkine, publié par un éditeur italien, Valori Plastici, en 1921. De 1923 à 1925, Zadkine voyage en Italie et expose à la galerie Takenodai de Tokyo. Le musée de Grenoble achète en 1922 la statue en bois doré Le Fauve. Invité par Eileen Gray, il expose également dans sa galerie, Jean Désert, en 1925, aux côtés de Chana Orloff et Seizo Sugawara. La galerie Barbazanges à Paris organise une rétrospective de ses œuvres en février 1925. À Bruxelles, il réalise La Danse, une gigantesque fresque en plâtre pour la grande salle du cinéma Métropole, construit sur le plan de l'architecte Adrien Blomme, œuvre qui sera protégée en 1994 lors de la transformation du cinéma en magasin. En 2024, la fresque est découpée pour être transférée au Musée juif de Belgique, à Bruxelles. Il y rencontre le sculpteur Charles Leplae[Où ?][pas clair][réf. nécessaire].
En 1928, Zadkine s'installe au 100 bis rue d'Assas à Paris, dans une maison blanche qui deviendra le musée Zadkine à la mort de sa femme. Une rétrospective lui est alors consacrée à Londres. En 1934, lors de leur premier voyage dans le Lot, Zadkine et sa femme achètent une maison aux Arques, un petit village du Quercy, qui deviendra le lieu de créations de nombreuses sculptures.
En octobre de cette année le corps du marchand d'art Paul Guillaume est transféré au cimetière de Passy : un bas-relief de Zadkine surmonte la fausse porte en bronze du monument funéraire - resté anonyme.
D'origine juive,, Zadkine séjourne aux États-Unis pendant la Seconde Guerre mondiale. Il enseigne d'abord librement (il a pour élève Jacques Bouffartigue en 1942), puis à partir de 1944, il donne des cours à la Arts Students League. Il revient en France en septembre 1945, « malade, triste et sans argent ».
Entre 1948 et 1950, il fait l'objet de nombreuses expositions et rétrospectives : au Stedelijk Museum à Amsterdam, au musée national d'Art moderne de Paris et au musée Boijmans Van Beuningen à Rotterdam, où il présente la première esquisse de La Ville détruite (De verwoeste stad), un monument haut de six mètres consacré à la guerre, qui sera installé définitivement le 15 mai 1953 à Rotterdam.
Il donne des cours jusqu'en 1958 à l'Académie de la Grande Chaumière à Paris (parmi ses élèves, on cite Géula Dagan, Geneviève Pezet, Antanas Mončys ou Pauline Eecen). Entre 1955 et 1960, il réalise des sculptures consacrées à Vincent van Gogh. 

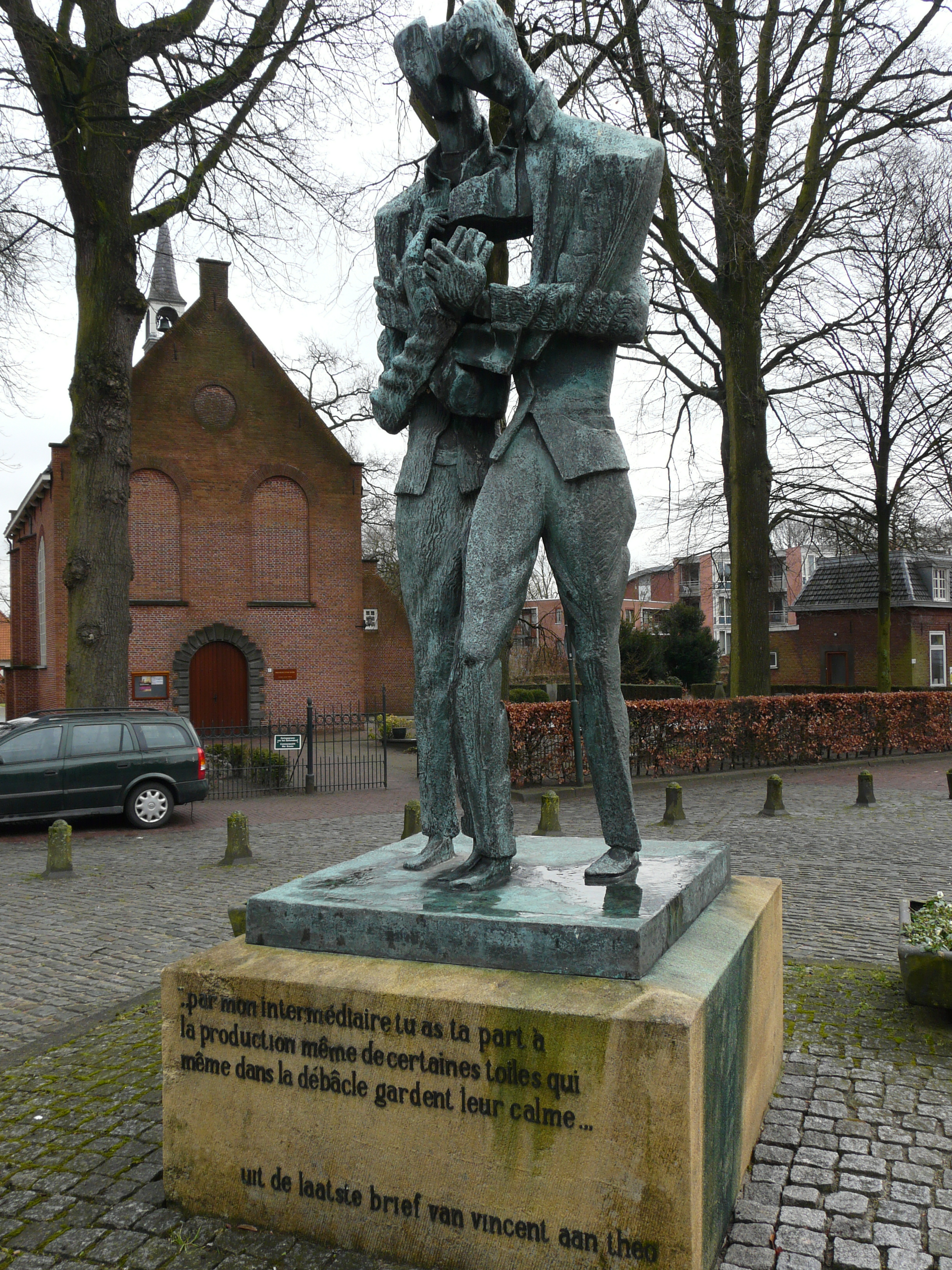
Monument aux frères Van Gogh (1964), Zundert.

Il expose au Canada, aux États-Unis et au Japon. Zadkine se consacre alors plus particulièrement à l'art graphique. Dans son atelier du village des Arques, dans le Lot, il sculpte de nombreuses œuvres dont une Pietà en 1957.
Auvers-sur-Oise accueille sa Statue de Vincent Van Gogh en 1961. En 1962, la galerie Lacloche à Paris expose pour la première fois les Tapestries avec Élie Grekoff. En 1963, Zadkine commence la troisième version de La Demeure à la demande de la banque des Pays-Bas. Zundert, ville de naissance de Vincent Van Gogh, accueille son Monument aux frères Van Gogh.

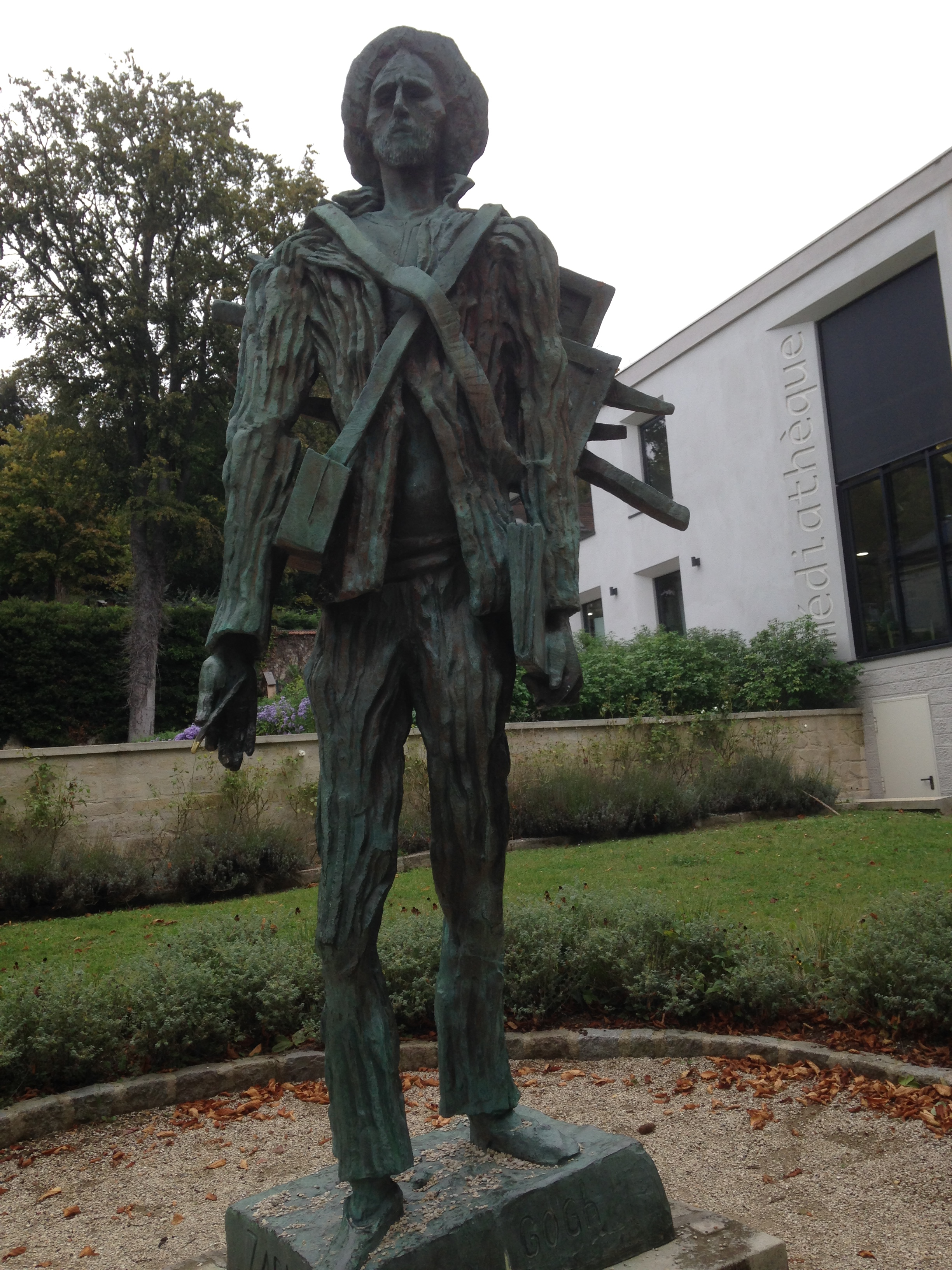
Statue de Vincent Van Gogh à Auvers-sur-Oise (France)

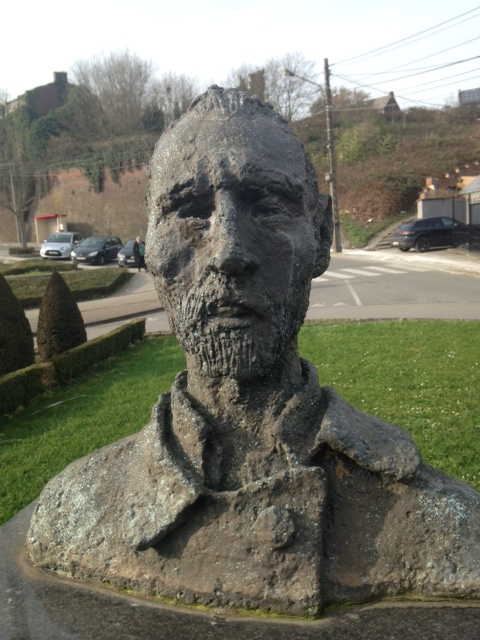
Buste de Vincent Van Gogh à Wasmes dans le Borinage (Belgique)

En Belgique, près de Mons, dans le Borinage, un buste de Vincent Van Gogh se dresse sur la place Saint-Pierre à Wasmes.
En 1965 et 1966, sont édités Le Monde secret de Zadkine, livre comportant des photographies de D. Buchanan et vingt cinq poèmes de Zadkine, et La Forêt humaine, qui contient dix huit lithographies. Une grande rétrospective lui est consacrée au Kunsthaus de Zurich.
Zadkine meurt le 25 novembre 1967 à Neuilly-sur-Seine. Il est enterré à Paris au cimetière du Montparnasse, dans la huitième division.

## Les musées Zadkine
En France, deux musées sont consacrés à Zadkine. Le premier est situé aux Arques dans le Lot où l'artiste vécut à partir de 1934. C'est là que seront créées des sculptures qui compteront parmi les plus importantes de son œuvre[réf. nécessaire]. Parmi les œuvres présentées aux Arques : le projet de Monument pour une ville bombardée ; de grands bois tels qu'Orphée, Diane, la Pietà et le Grand Christ, créés dans ce village ; des bronzes : Formes féminines, Trio musical, Arlequin hurlant … sont des œuvres originales que le musée Zadkine de Paris a déposées à celui du Lot, apportant ainsi une dimension supplémentaire à cette réalisation.
Le second musée se trouve au 100 bis rue d'Assas à Paris, dans la maison que Zadkine occupait, et qui, selon ses vœux, a été léguée à la ville et transformée en musée Zadkine par son épouse Valentine Prax. Dans ce musée se trouve la majeure partie des sculptures de l'artiste, du cubisme à l'abstraction.

## Œuvres d'Ossip Zadkine

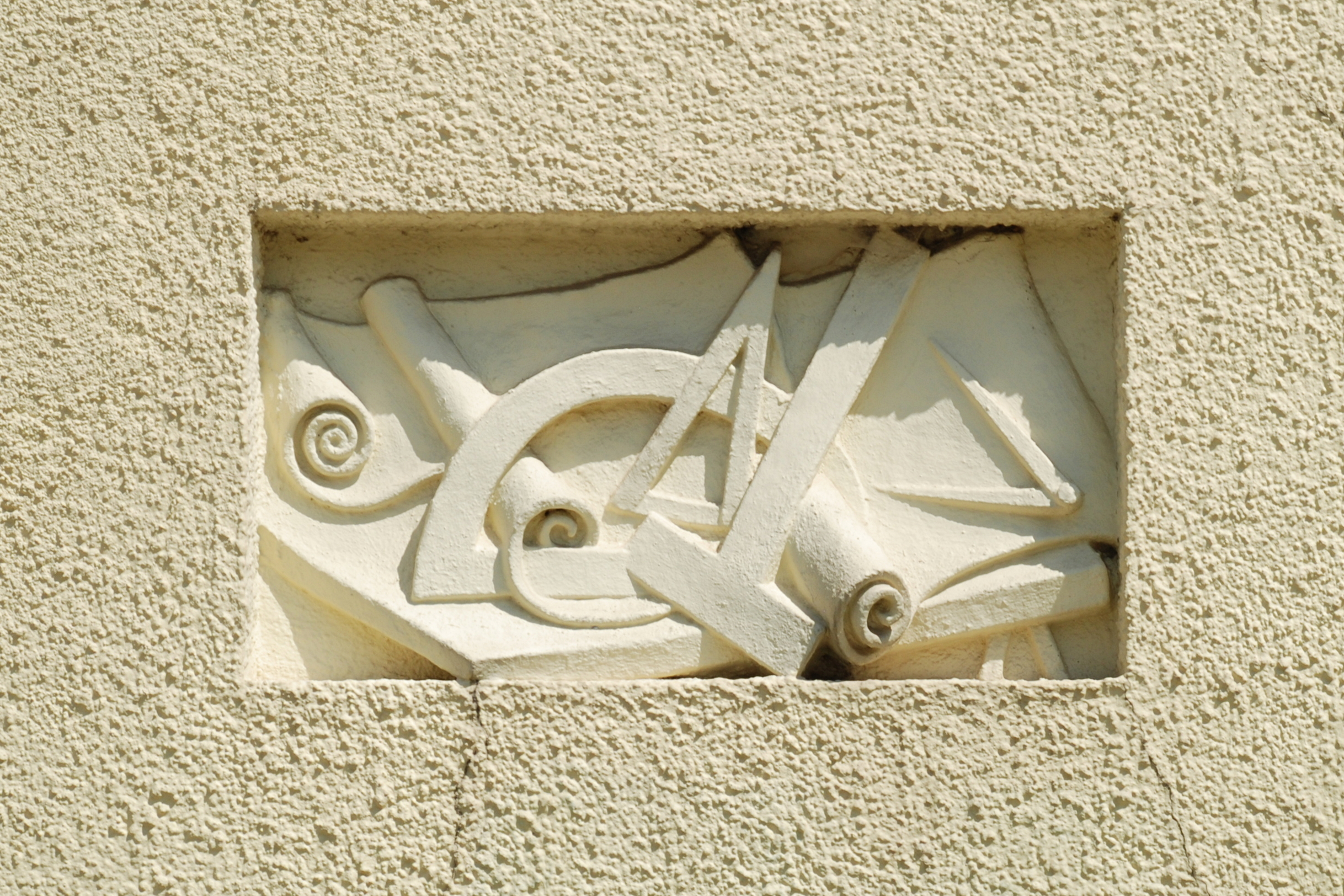
Bas-relief de la Maison Blomme à Bruxelles représentant les attributs de l'architecte.
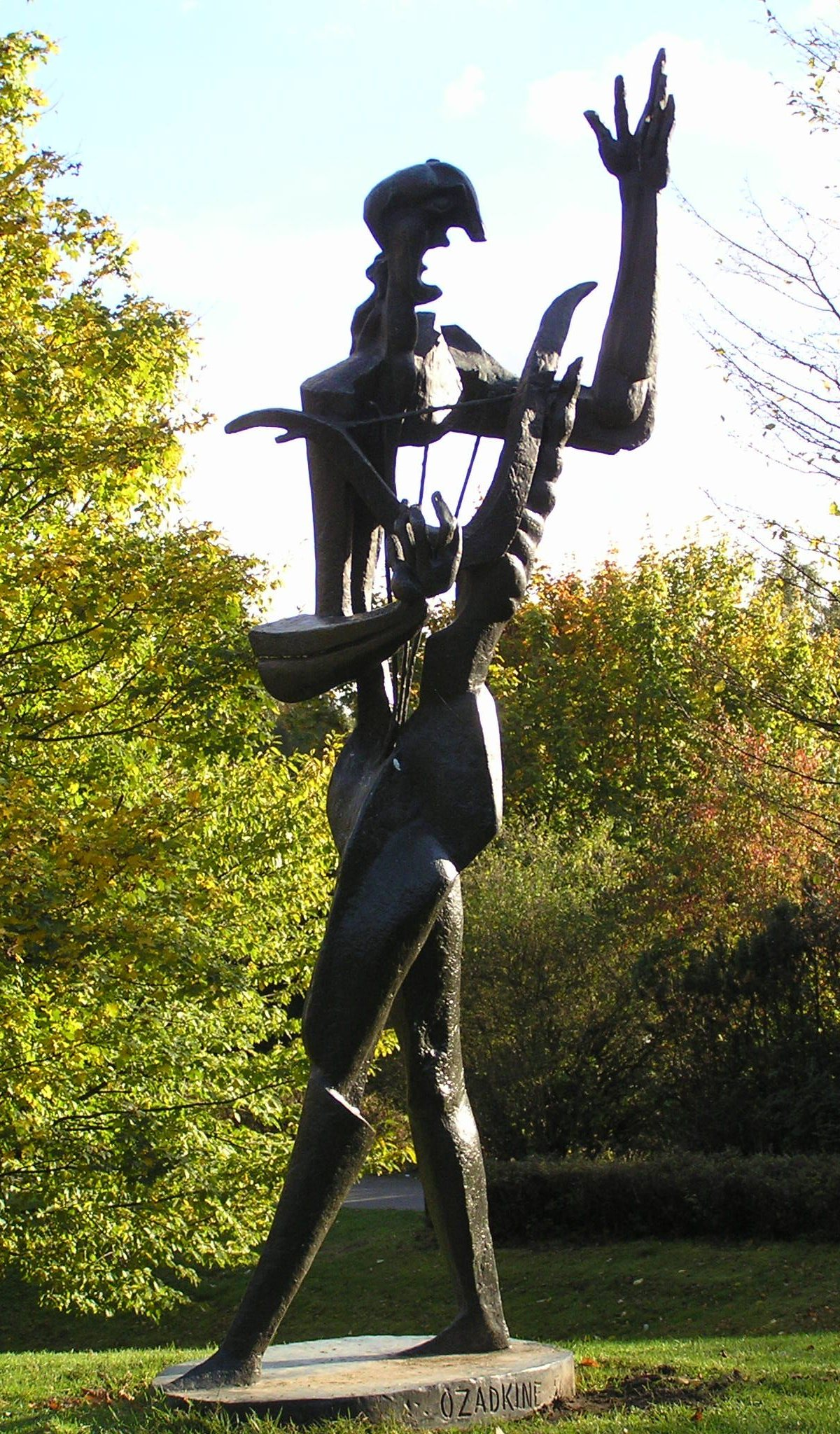
Orphée (1948), Marl (Allemagne), Skulpturenmuseum Glaskasten.
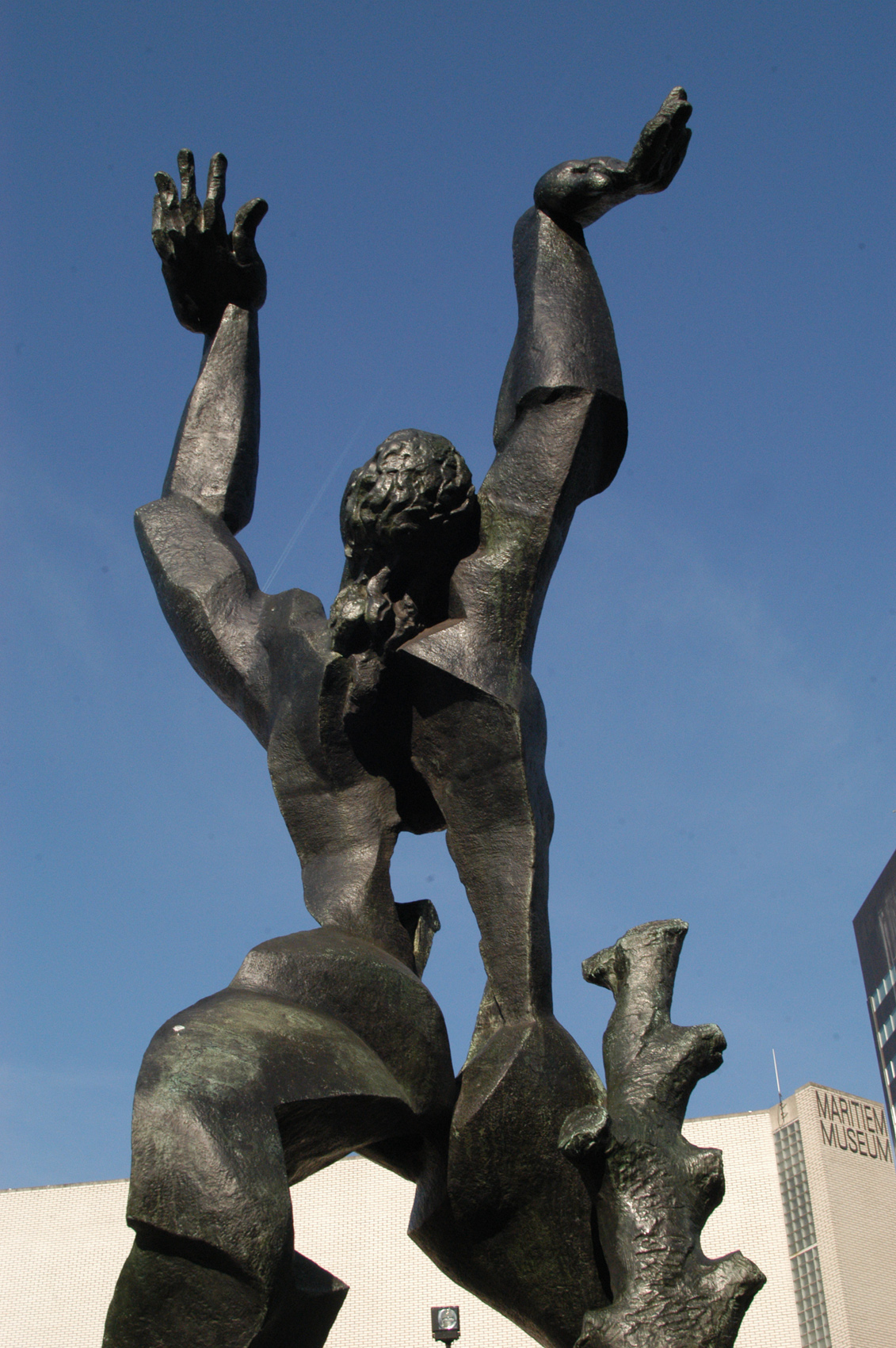
Détail du Monument à la Ville détruite de Rotterdam, inauguré le 15 mai 1953 à Rotterdam.
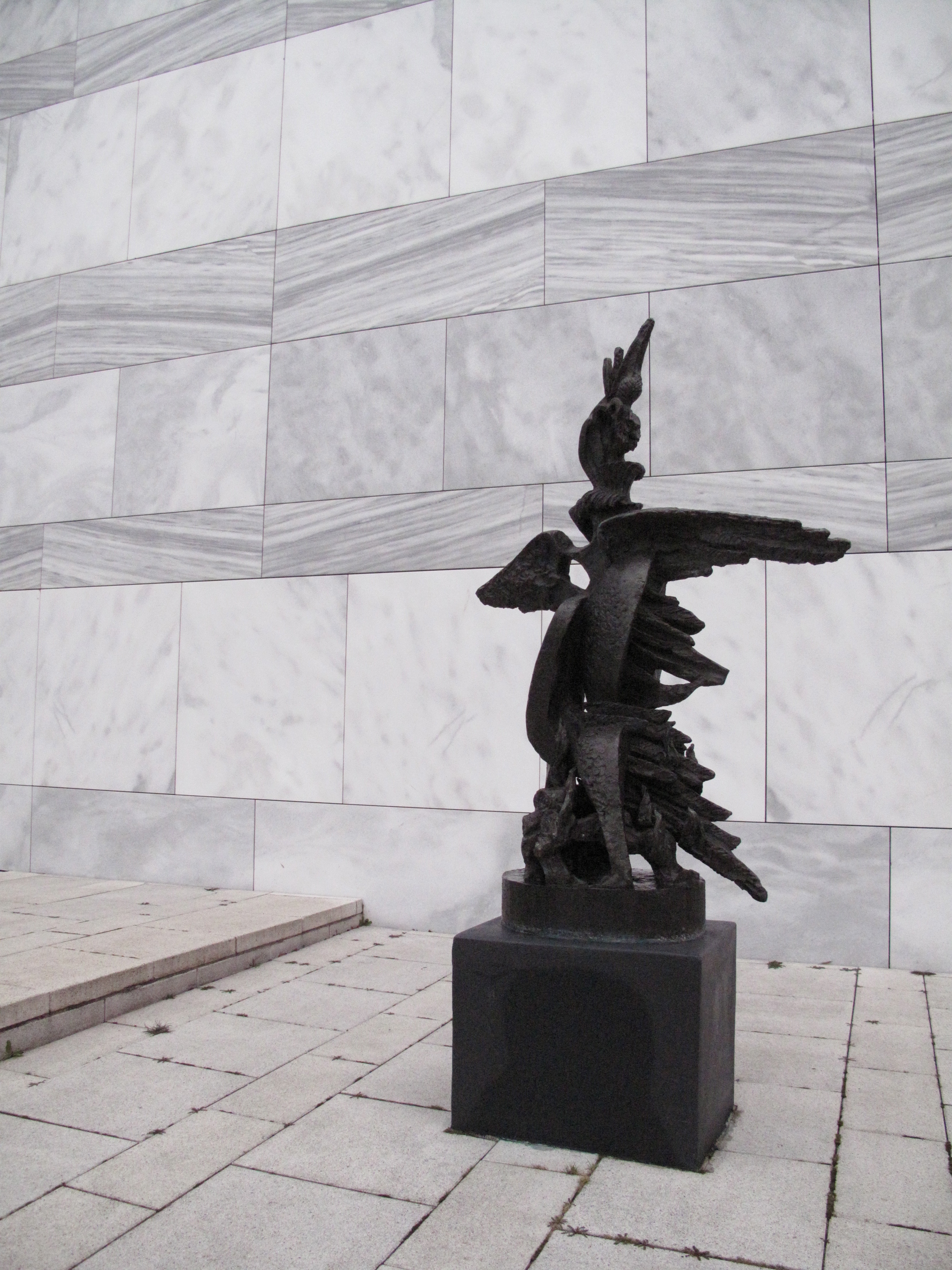
Phénix (1955), Arnhem.

## Collections publiques
France
- Auvers-sur-Oise, parc Van Gogh, Statue de Vincent Van Gogh, bronze de 1961
- Bordeaux, musée d'Aquitaine : Buste de François Mauriac, 1943, plâtre original
- Caylus (Tarn-et-Garonne), église : Christ, bois
- Laval : Alfred Jarry, 1966
- Les Arques :
  - église : Christ en croix et Pieta, bois
  - musée Zadkine : nombreuses œuvres (bois, bronze, pierre) déposées par le musée Zadkine de Paris, dans le musée proche de la maison de l'artiste et dans le village qu'il a ressuscité, entre Causse et Bouriane quercynoise dans le Lot ;
- Lyon, musée des Beaux-Arts : La Prisonnière, bronze de 1943
- Paris :
  - quai d'Orsay : Le Messager , bronze réalisé à partir d'une sculpture en bois de 1937
  - 250 rue des Pyrénées (bureau de Poste) : deux fresques de 1937[15]
  - jardin du Luxembourg : Le Poète ou Hommage à Paul Éluard, bronze de 1954
  - place Saint-Germain-des-Prés : Le Prométhée (1956)
  - boulevard Edgar-Quinet : La Naissance des formes (1958)
  - musée Zadkine

Suisse
- Genève : musée du Petit Palais

Belgique
- Charleroi, palais de beaux-arts : deux bas-reliefs (la poésie et la musique) qui décorent la grande salle, de part et d'autre de la scène[16].

Canada
- Québec, musée national des beaux-arts : Les villes tour à tour deviennent des clefs, eau-forte, 24/75[17].

## Illustrations
- Les Travaux d'Hercule, Paris, 1960, Christophe Czwiklitzer, in-8, relié en imitation cuir noir avec décors à froid sur le premier plat, édition du Bibliophile limité à 150 exemplaires dont 134 avec 3 lithographies originales en couleurs, signées et numérotées par Ossip Zadkine.
- Claude Aveline, Portrait de l’Oiseau-Qui-N’Existe-Pas et Autres poèmes, Genève, 1965. Livre en feuilles, sous couverture et étui, 25 × 33 cm. Poèmes illustrés de 18 lithographies originales. Tirage limité à 195 exemplaires, numérotés et signés par l’auteur et l’artiste.
- Robert Ganzo, Lespugue, Édition Marcel Sautier, 1966. Petit in-folio de 67 pages, 6 gravures originales de Zadkine. Tirage limité à 200 exemplaires sur grand papier d'Auvergne, signé par Zadkine et Ganzo

## Citation
« Le langage de la sculpture est un néant prétentieux s'il n'est pas composé de mots d'amour et de poésie. »

## Ouvrage
- Le Maillet et le Ciseau - Souvenirs de ma vie, Albin Michel, 1968, rééd. Paris musées, 2022.